# 哈特兰廊桥

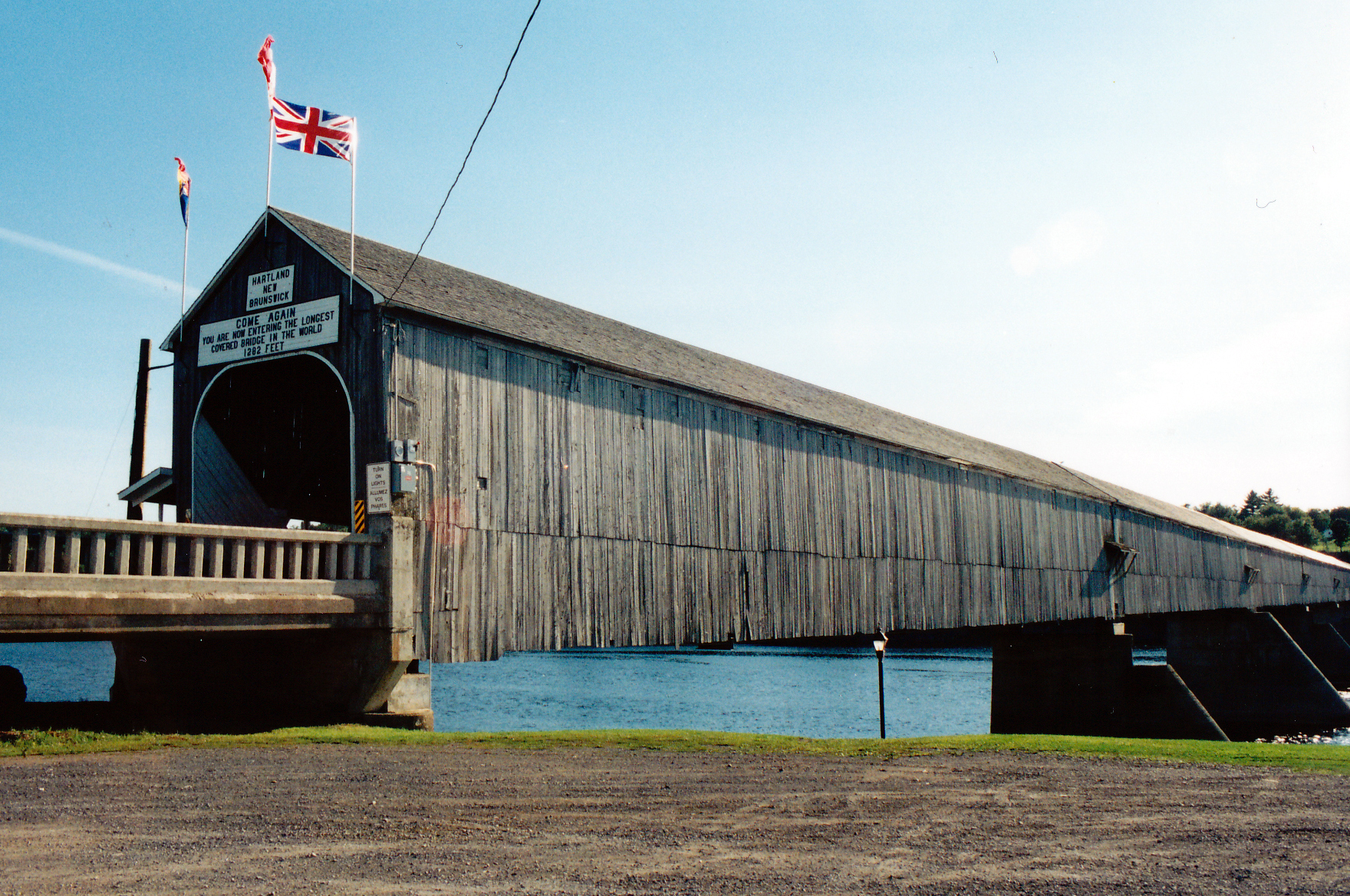
世界最长的木廊桥：哈特兰廊桥

哈特兰廊桥（英語：Hartland Bridge）位於加拿大新不伦瑞克省，从哈特兰横跨圣约翰河到对岸萨默维尔镇（Sommerville），全长391米，是世界上现存最长的廊桥。哈特兰廊桥建于1901年，最初并非廊桥，1920年重修时覆盖成廊桥。可通车马和行人。1980年被列入加拿大历史文物。

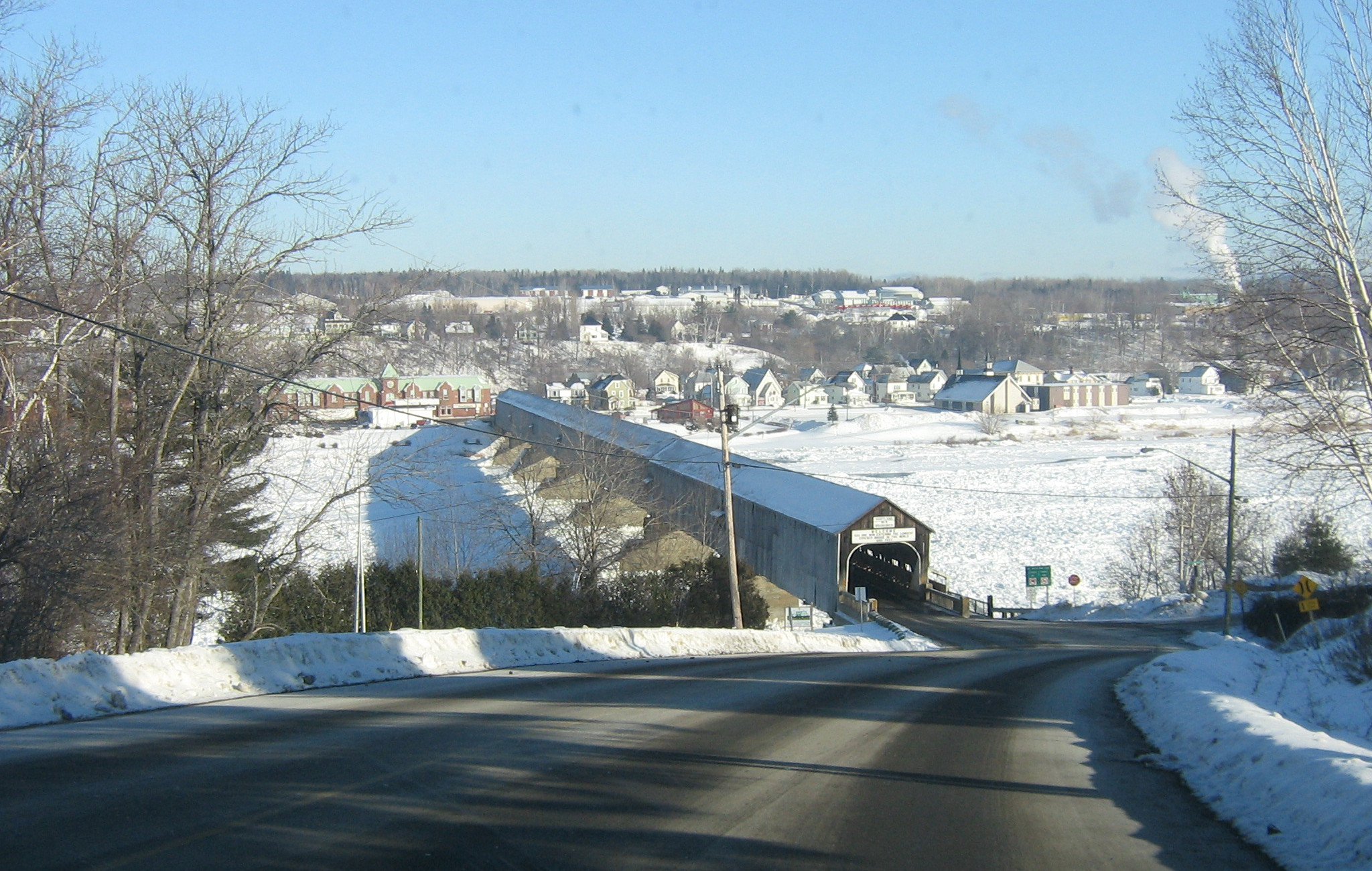
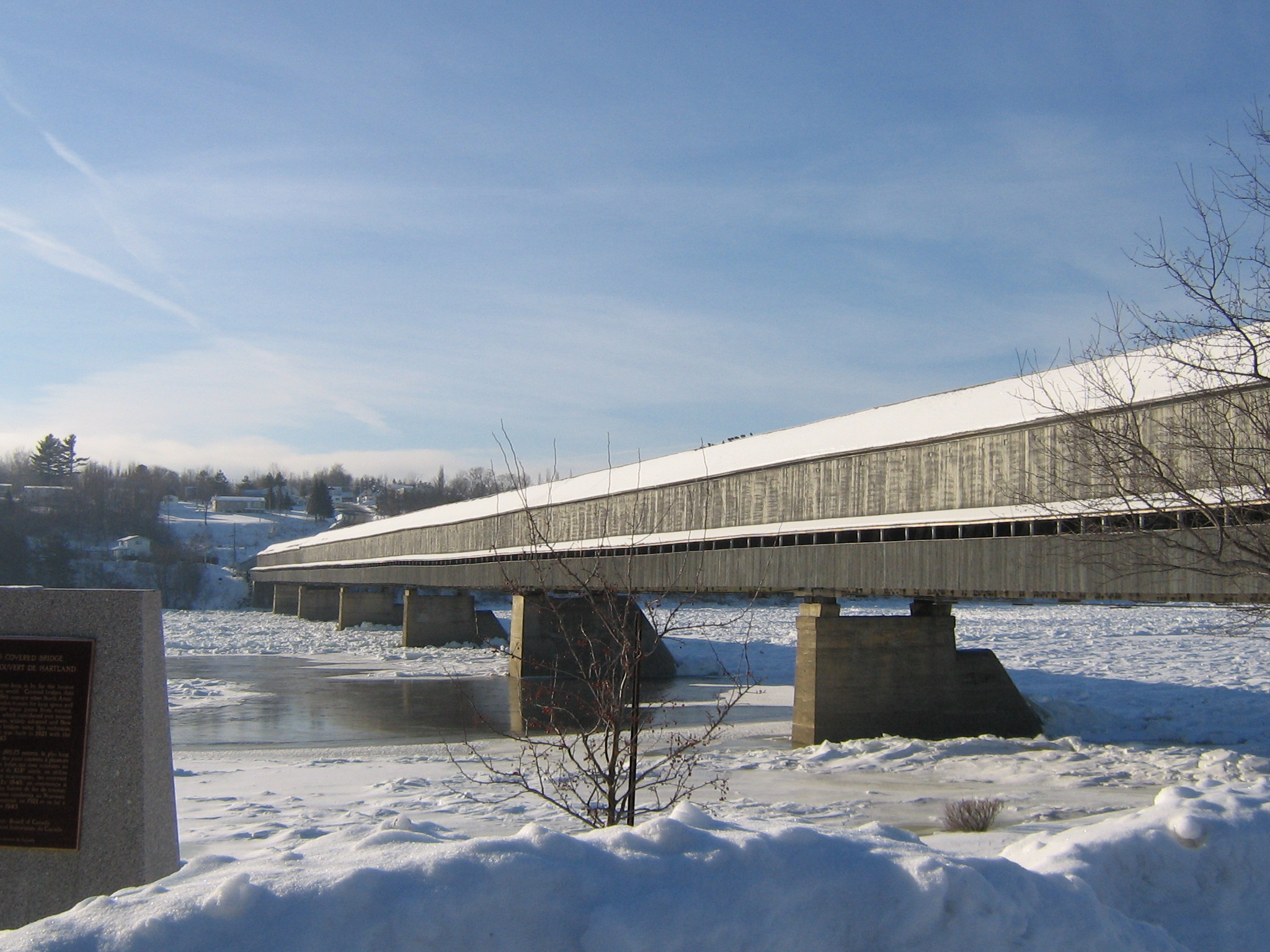